# Atletismo nos Jogos Pan-Americanos de 1983 - Arremesso de peso masculino
A prova do arremesso de peso masculino nos Jogos Pan-Americanos de 1983 foi realizada em Havana, Cuba.

## Medalhistas
| Ouro                        | Prata               | Bronze                               |
| Luis Mariano Delis CUB Cuba | Gert Weil CHI Chile | Hubert Maingot TRI Trinidad e Tobago |

## Resultados
| Posição           | Nome               | Nacionalidade         | Marca | Notas |
| ----------------- | ------------------ | --------------------- | ----- | ----- |
| Medalha de ouro   | Luis Mariano Delis | CUB Cuba              | 18.24 |       |
| Medalha de prata  | Ramón González     | CHI Chile             | 17.30 |       |
| Medalha de bronze | Hubert Maingot     | TRI Trinidad e Tobago | 16.48 |       |
| 4                 | William Romero     | VEN Venezuela         | 15.73 |       |
| 5                 | Wilfredo Jaimes    | VEN Venezuela         | 15.38 |       |